# Serralada d'Ahr

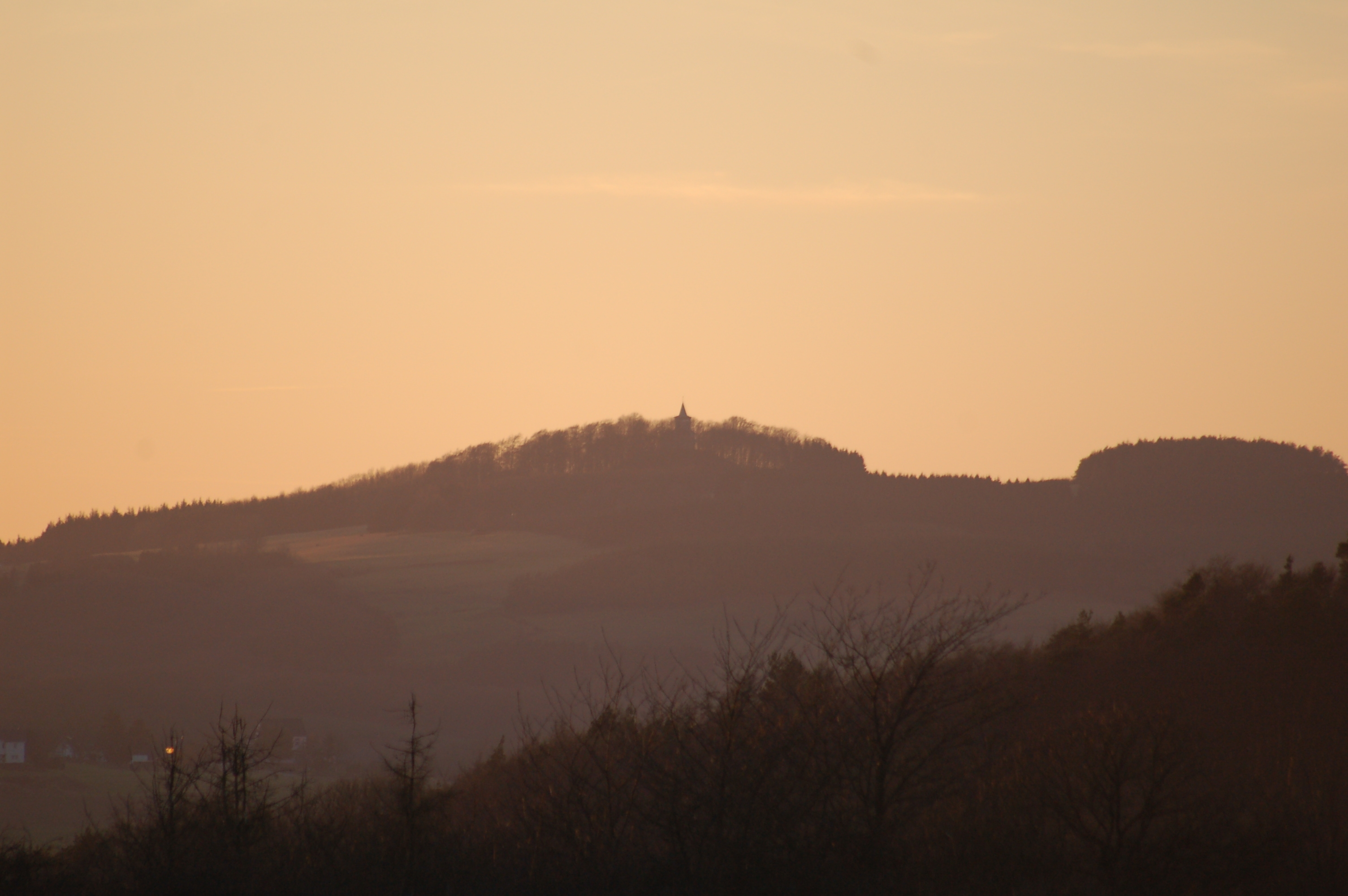
El Michelsberg i la capella de Sant Miquel al capvespre a la serralada d'Ahr

La serralada d'Ahr (alemany: Ahrgebirge or Ahreifel) és una línia de muntanyes baixes i turons que arriben als 623 metres sobre el nivell del mar i abasten una llargada de 25 quilòmetres, a la zona baixa d'Eifel d'Alemanya, situada a la zona sud Bonn a la frontera entre els estats federats de Rin del Nord-Westfàlia i Renània-Palatinat.

## Geografia

### Localització
La serralada d'Ahr forma part de la regió d'Eifel i està disposada de sut a sud-oest. Al nord-oest hi ha el riu Ahr. Sovint la part del sud-est, l'àrea d'Altenahr, també és incorporada a la serralada d'Ahr. Aquesta àrea més o menys quadrada està tancada pels municipis següents: Grafschaft i Remagen a l'est, per Altenahr al sud-est, Antweiler al sud, Blankenheim a l'oest i Bad Münstereifel i Rheinbach pel nord.
Al nord el terreny de la serralada descén cap a la vall de Colònia, a l'est es desplega cap al Voreifel i la vall del Rin mitjà, al sud hi ha la zona d'Eifel amb alçades per sobre dels 700 metres, a l'oest es troba el bosc de Zitter i al nord-oest hi ha la zona de Nord Eifel.

### Turons
Els cims de la serralada d'Ahr inclouen:
- Aremberg (623 m.) amb el castell d'Aremberg
- Michelsberg (588 m.)
- Junkerberg (557 m.)
- Knippberg (537 m.)
- Hühnerberg (Lommersdorf) (533.5 m.)
- Kopnück (514 m.)
- Hühnerberg (Kirchsahr) (398 m.)
- Tomberg (316 m.) i les runes del castell de Tomburg

### Rius
La serralada d'Ahr compta amb els cursos d'aigua següents, alguns dels quals hi neixen:
- Ahr (origen a Blankenheim)
- Erft (origen a la franja occidental)
- Liersbach
- Sahrbach
- Steinbach
- Swist (origen prop de Kalenborn)

### Poblacions
- Rheinbach (nord)
- Meckenheim (nord-est)
- Remagen (est)
- Bad Neuenahr-Ahrweiler (sud)
- Antweiler (sud)
- Blankenheim (oest)
- Bad Münstereifel (nord-oest)

Altres llocs de la serralada d'Ahr:
- Altenahr
- Ahrbrück
- Aremberg
- Effelsberg
- Grafschaft
- Hilberath
- Kalenborn
- Mahlberg
- Mutscheid
- Ohlenhard
- Odesheim
- Rupperath
- Wershofen

## Turisme
La Gran ruta Eifel (en alemany: Große Eifelroute) és una ruta turística a través dels turons d'Ahr. També hi ha nombrosos senders per a caminants. Entre els seus llocs d'interès són castell d'Aremberg, al turó del mateix nom per sobre d'Aremberg, i les ruïnes del castell de Tomburg del segle xi a la zona de Wormersdorf amb vistes de Colònia. A prop d'Effelsberg hi ha el radiotelescopi d'Effelsberg, al cim del Michelsberg on també hi ha una capella catòlica dedicada a l'arcàngel Miquel i visitat regularment per pelegrins i caminants. Part de la calçada romana i l'aqüeducte d'Eifel, que discorre a través de la part nord de la serralada d'Ahr, és una popular destinació turística. La vall d'Ahr amb els seus cellers també és pintoresca; els vessants del sud-est de la serralada d'Ahr sobre del riu Ahr tenen vinyes on es poden fer excursions a través de la Ruta del Vi Negre (Rotweinwanderweg).